# Gorzowskie Towarzystwo Fotograficzne
Gorzowskie Towarzystwo Fotograficzne – polskie stowarzyszenie fotograficzne utworzone w 1954 roku w Gorzowie Wielkopolskim z inicjatywy Zbigniewa Łąckiego.

## Historia
Gorzowskie Towarzystwo Fotograficzne powstało na bazie Miejskiego Oddziału Polskiego Towarzystwa Fotograficznego w Gorzowie Wielkopolskim, działającego od 1954 roku. Pomysłodawcą i współzałożycielem stowarzyszenia był Zbigniew Łącki, pierwszy prezes MOPTFwGW. Członkami ówczesnego zarządu MOPTFwGW byli: Kazimierz Bystrzycki, Kazimierz Nowik, Halina Sieja, Halina Swinder. W 1955 roku miała miejsce pierwsza doroczna wystawa towarzystwa – pod tytułem: "Piękno Ziemi Lubuskiej". W 1961 roku Miejski Oddział Polskiego Towarzystwa Fotograficznego w Gorzowie Wielkopolskim przekształcono w Gorzowskie Towarzystwo Fotograficzne – z inicjatywy Zbigniewa Łąckiego, Leona Drabenta, Kazimierza Bystrzyckiego, Włodzimierza Korsaka, Waldemara Kućko, Konstantego Ludwikowskiego, Kazimierza Nowika, Wiesławy Sander, Janiny Trojan. W 1968 roku stowarzyszenie było organizatorem Zjazdu Towarzystw Fotograficznych Ziem Zachodnich i Północnych, poprzedzającego organizację Gorzowskich Konfrontacji Fotograficznych. W 1969 roku stowarzyszeniu przyznano Dyplom Honorowy Federacji Amatorskich Stowarzyszeń Fotograficznych w Polsce. W 1993 roku GTF przejęło zbiory (księgozbiór –1523 pozycje i zbiory fotograficzne – 1762 pozycje) po zlikwidowanej Federacji Amatorskich Stowarzyszeń Fotograficznych w Polsce. Od 1983 roku funkcję prezesa GTF pełni Marian Łazarski.

## Działalność
Gorzowskie Towarzystwo Fotograficzne każdego roku organizuje wystawy fotograficzne swoich członków we własnej przestrzeni wystawienniczej – Małej Galerii GTF, założonej w 1972 roku. W każdym roku w galerii jest prezentowanych 12 wystaw, w zdecydowanej większości fotograficznych. Od 1969 roku GTF współuczestniczy w organizacji Gorzowskich Konfrontacji Fotograficznych. Celem konfrontacji jest poznanie, pokazanie i rozpowszechnianie dorobku twórczego polskiej fotografii artystycznej, jak również porównanie umiejętności artystów fotografii i amatorów fotografii. Inicjatorami i współorganizatorami Małej Galerii GTF oraz Gorzowskich Konfrontacji Fotograficznych byli: Kazimierz Nowik (ówczesny prezes GTF) i Waldemar Kućko (jeden z członków założycieli GTF). Celem działalności Gorzowskiego Towarzystwa Fotograficznego jest upowszechnianie fotografii polskiej, edukacja członków i sympatyków GTF, utrwalanie tradycji fotograficznych, pomaganie twórcom Gorzowa Wielkopolskiego, współpraca z galeriami fotograficznymi (m.in. w Jeleniej Górze, Krakowie, Poznaniu, Wrocławiu) oraz organizacja wystaw (m.in.) w Małej Galerii GTF.

## Zbiory archiwalne
Wraz z likwidacją Federacji Amatorskich Stowarzyszeń Fotograficznych w Polsce, Gorzowskie Towarzystwo Fotograficzne przejęło jej majątek w postaci księgozbioru – 1523 pozycji, zbiorów fotograficznych – 1762 fotografii oraz kilkaset fotografii nieobjętych ewidencją, dokumentacji diapozytywowej I, II, III edycji Triennale Polskiej Fotografii Artystycznej, pomocy naukowo - dydaktycznych. 
Działająca od 1972 roku (przy ul. Chrobrego 4) Mała Galeria Gorzowskiego Towarzystwa Fotograficznego specjalizuje się we współczesnej fotografii polskiej, prezentując także prace zagraniczne. Galeria organizuje minimum 12 wystaw rocznie. Zbiory Małej Galerii Gorzowskiego Towarzystwa Fotograficznego obejmują 15 tysięcy powojennych fotografii polskich oraz kolekcję książek i czasopism dotyczących fotografii, przekazaną w depozyt Wojewódzkiej i Miejskiej Bibliotece Publicznej w Gorzowie. 
Na stronie internetowej Gorzowskiego Towarzystwa Fotograficznego zaprezentowane są archiwalne zdjęcia artystyczne fotografów związanych z Towarzystwem – w tym m.in. Józefa Czerniewicza, Feliksa Góry, Wandy Bülow-Szembek, Zbigniewa Łąckiego, Ryszarda Gruszkiewicza, Tadeusza Linkiewicza, Konstantego Ludwikowskiego.